# 莫友芝

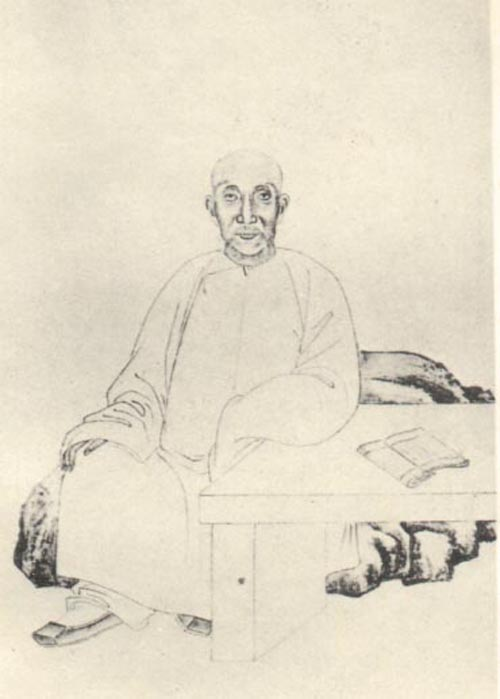
莫友芝

莫 友芝（ばく ゆうし、Mo Youzhi、嘉慶16年5月3日（1811年6月24日） - 同治10年9月14日（1871年10月27日））は、清の歴史家・儒学者。字は子偲、号は郘亭・紫泉・眲叟。プイ族。父は嘉慶4年（1799年）の進士の莫与儔。弟は莫庭芝・莫祥芝。

## 略歴
貴州省都勻府独山州の出身。3歳で字を覚え、7歳で『毛詩』・『尚書』を読んだ。道光8年（1828年）に秀才となり、道光11年（1831年）に挙人となった。遵義の湘川書院の主講となり、鄭珍とともに西南の巨儒と称された。道光21年（1841年）には『遵義府志』48巻を編纂した。これは梁啓超から「地方志の中で第一」とたたえられた。しかし会試には合格せず、曽国藩の幕僚となった。同治4年（1865年）より南京に居住し、同治9年（1870年）には揚州書局主校刊となり、太平天国の乱で散逸した揚州の文匯閣と鎮江の文宗閣の『四庫全書』の収集に尽力した。

## 著書
- 『声韻考略』4巻
- 『過庭砕録』12巻
- 『宋元旧本書経眼録』3巻
- 『附録』1巻
- 『樗萌譜注』1巻
- 『亭書画経眼録』4巻
- 『古刻鈔』
- 『唐写本説文木部箋異』
- 『亭詩鈔』
- 『亭遺詩』
- 『亭遺文』
- 『影山詞』
- 『資治通鑑索引』